# Али Акбар Санати
Али Акбар Санати (перс.  علی‌اکبر صنعتی‎; 1916, Керман — 2 апреля 2006) — иранский художник и коллекционер. Единственный деятель искусства Ирана, в честь которого названо два музея. До конца жизни Санати был членом Академии искусств Ирана.

## Детство и юность
Санати было всего полгода, когда его отец погиб; мать не могла в одиночку содержать ребёнка, поэтому его опекуном стал Хаджали Акбар Санати, директор детского дома «Санати».
Маленький Али Акбар обнаружил свой талант к живописи в восемь лет. После того, как мальчик окончил среднюю школу, Хадж Али Акбар отправил его в Тегеран для поступления в школу «Камаль-оль-Мольк». Эта школа славилась на весь Иран своими преподавателями, представителями разных видов искусств. Известнейшими учителями «Камаль-оль-Молька» считаются Аболь Хоссейн Хан Седиги, Хоссейн Шах Шейхи и Али Рохсаз.
В 1940 году Санати получил степень бакалавра искусств, а затем вернулся в Керман, чтобы воздать должное своему опекуну. В течение пяти лет Санати обучал 40 детей в приюте, пытаясь выразить свою огромную благодарность месту, воспитавшему его.

## Карьера
В 1945 году Санати вновь вернулся в Тегеран и вместе с опекуном открыл музей на площади Тупхане, который впоследствии был передан Шир-Хоршиду. В 1946 году Санати открыл первый в Иране антропологический музей, в мгновение ока привлекший тысячи посетителей.
В этом же году он открыл музей на площади имама Хомейни и передал его обществу Красного Льва и Солнца, на данный момент известному как Общество Красного Полумесяца.
Музей на площади Тупхане был разграблен мятежниками во время переворота 1953 года, который сверг правительство премьер-министра Мохаммада Мосаддыка. Большая часть ценных скульптур музея была уничтожена.
В 1951 году Санати открыл ещё одну галерею, в которой разместил бо́льшую часть собственных работ, однако некоторые из них в 1977 году были перевезены в Керман.
В 1978 году произошло ограбление галерии. Все, что оставили грабители — несколько фотографий дома Санати.
В 1973 году внук Хаджали Акбара Санати построил новое здание на территории детского дома. Он открыл в нём музей имени Али Акбара Санати. Основную экспозицию составляли его работы и произведения других выпускников «Камаль-оль-Молька».

## Творчество
К 80 годам Санати написал более шести тысяч картин маслом и акварелью, а также создал несколько сотен статуй из гранита, мрамора и бронзы. Он крайне чутко чувствовал жизнь людей того поколения. В своих картинах Санати в основном изображал жизнь бедных людей, вполне типичной для Ирана того времени.
Картины Санати дают зрителю понять, какие отношения были у художника с людьми. Всю жизнь он помнил о тяготах сиротской жизни и в красках изображал это на холсте. Центральной темой картин Санати была тема помощи — когда один человек помогает другому. Другая тема, которую он также часто затрагивал, — любовь к матери. Одна из известнейших картин Санати, написанная в 1982 году, изображает красивую женщину, с любовью обнимающего своего ребёнка.
Большинство статуй Санати антропологичны, каждая из них рассказывает свою историю. Некоторые статуи изображали быт бедных людей или заключенных, например, завершенная в 1950 году композиция с записной книжкой сидящего в тюрьме мужчины. Остальные работы посвящены иранским и зарубежным деятелям искусства и историческим фигурам, таким как Амир-Кабир, Фердоуси, Деххода, Бахар, Ганди и т. д.
Санати также создавал произведения из плитки, мозаики и мрамора — в основном это были композиции, где плитки с разными текстурами были гармонично сложены вместе. Все плитки создавались из натуральных камней. Главные произведения Санати в этом жанре: композиция, украшавшая место отдыха Нематуллы Вали в Махане, созданная в 1976 году; «Пастух и его отара» 1942 года, созданная из цветных камней и «Кузнец» 1946 года из мозаики и камня.